# Pascal Gentil
Pour les articles homonymes, voir Gentil.
Pascal Gentil, né le 15 mai 1973 à Paris, est un champion de taekwondo, double médaillé de bronze olympique en 2000 et en 2004.
Il effectue son service national en 1992 à l'École des sous-officiers d'active des transmissions d'Agen. Il est promu sergent durant son service militaire.
Il s'engage ensuite en politique en tant que conseiller des Français de l’étranger de la 2e circonscription de Chine du Nord. Il est officier de l'ordre national du Mérite.

## Carrière sportive
Il présente un palmarès de 18 titres de champion de France, 3 de champion d'Europe, 3 victoires en Coupe du Monde et 2 médailles de bronze aux Jeux olympiques à Sydney 2000 puis à Athènes 2004.
Capitaine de l'équipe de France de taekwondo, Pascal Gentil a conquis son troisième titre européen en octobre 2005 à Riga. À cette occasion l'équipe de France s'est classée 2e nation européenne derrière la Turquie avec 6 médailles dont 3 titres. Un classement qui avait déjà été le sien à l'occasion des Jeux olympiques d'Athènes avec 2 médailles (1 argent, 1 bronze) puisque la France avait terminé 2e pays européen derrière la Grèce (pays organisateur).
Dans le but de préparer les échéances olympiques, la Fédération française de taekwondo met en place un système de centres d'entraînement (pôles) qui regroupent les meilleurs athlètes français. Ces derniers sont répartis sur les différents sites en fonction de leur catégorie de poids. Ainsi, Pascal Gentil est membre du Pôle France de l'INSEP où il s'entraîne en moyenne 20 heures par semaine en compagnie des meilleurs sportifs français.
Il obtient sa sélection pour les Jeux olympiques de Pékin. Pour cette sélection, il était en concurrence avec Mickaël Borot qui avait obtenu le quota français dans cette catégorie en remportant le tournoi de qualification olympique de Manchester en 2007. Cependant le 25 juillet, Gentil se blesse lors d'une séance d'entraînement. Victime d'une rupture de l'aponévrose plantaire, c'est Mickaël Borot qui est titularisé officiellement le 6 août 2008 par la Fédération française de taekwondo et disciplines associées. La semaine a été décrite comme une crise pour le taekwondo Français, notamment à la suite des propos de Mickaël Borot qui s'affirma face à la Fédération française de taekwondo et à Pascal Gentil, les critiquant tous deux vivement.
Le 5 février 2009, il annonce par voie de presse son intention de mettre une fin à sa carrière sportive dans le taekwondo, après les Championnats de France qui se déroulent le 7 février à Lyon. Il y obtient son 14e titre de Champion de France, après une finale face à Mickaël Borot.
Puis, il reprend sa carrière à l'INSEP en 2010 en vue de ramener une médaille des Jeux olympiques de 2012 de Londres.
Pascal Gentil est également diplômé de l'ESSEC où il a obtenu un master en marketing sportif.
Pascal fait partie du collectif des Champions de la Paix de Peace and Sport avec plus de 100 athlètes de haut niveau engagés personnellement en faveur du mouvement de la paix par le sport. Il participe à la 8e édition des Jeux de l'Amitié à Bujumbura au Burundi pour célébrer le rôle du sport pour le changement social.
Pour sa reconversion, il a d'abord travaillé pendant 6 ans pour le groupe Véolia en Chine. Il a ensuite travaillé en France dans la sécurité. Il est revenu en Chine en 2018. Il a racheté une entreprise de sécurité à Saint-Barthélémy et est actuellement associé dans l'entreprise DNA Global Analytics (intelligence artificielle).
Il est candidat aux élections législatives de 2022 dans la onzième circonscription des Français établis hors de France.

## Club
- U.S.F (Union Sportive Fontenaysienne)
- A.U.C.(Aix Université Club)
- Team Sicot (Taekwondo Var est)
- ASM Monaco (Association Sportive de Monaco)

## Palmarès

### Jeux olympiques
- Médaille de bronze en 2000 à Sydney en Australie.
- Médaille de bronze en 2004 à Athènes en Grèce.

### Championnats du monde
- Vice-champion en 1995 à Manille aux Philippines.

### Coupe du Monde
- Vainqueur en 2000 à Lyon en France.
- Vainqueur en 2001 à Hô Chi Minh-Ville au Vietnam.
- Vainqueur en 2002 à Tokyo au Japon.

### Championnats d'Europe
- Champion en 1994 à Zagreb en Croatie.
- Vice-champion en 1996 à Helsinki en Finlande.
- Champion en 1998 à Eindhoven en Pays-Bas.
- Vice-champion en 2004 à Lillehammer en Norvège.
- Champion en 2005 à Riga en Lettonie.
- Vice-champion en 2008 à Rome en Italie.
- Médaille de bronze en 2008 à Konya en Turquie, Championnats d'Europe des Nations.

### Divers compétitions internationales
- à l'Open du Mexique en 2004

### Championnats de France
- Champion en 1994 à Paris  en France, en Nationale 1.
- Champion en 1995 à Lyon  en France, en Nationale 1.
- Champion en 1996 à Montpellier  en France, en Nationale 1.
- Champion en 1997 à Lille  en France, en Nationale 1.
- Champion en 1998 à Paris  en France, en Nationale 1.
- Champion en 2000 à Paris  en France, en Nationale 1.
- Champion en 2001 à Paris  en France, en Nationale 1.
- Champion en 2002 à Paris  en France, en Nationale 1.
- Champion en 2003 à Paris  en France, en Nationale 1.
- Champion en 2004 à Paris  en France, en Nationale 1.
- Vice-champion en 2005 à Paris en France, en Nationale 1.
- Vice-champion en 2006 à Paris en France, en Nationale 1.
- Champion en 2007 à Lyon en France.
- Champion en 2008 à Lyon en France.
- Champion  en 2009 à Lyon en France.
- Champion  en 2011 à Strasbourg en France.
- Champion en 2012 à Calais en France.
- Champion en 2015 à Marseille en France.
- Champion en 2016 à Lyon en France

## Reconversion télévision et cinéma
Pascal Gentil aimerait se reconvertir dans le cinéma, accumulant déjà quelques expériences avant même la fin de sa carrière sportive. En 1999, il commence par le monde du jeu vidéo en se prêtant au jeu de la capture de mouvement pour l'élaboration de The Nomad Soul (de David Cage). En 2001, il se tourne ensuite vers le cinéma avec un premier rôle dans un court métrage, Y2 the Game (de Nicolas Douste et Thierry Espasa). Puis il apparaît dans le rôle de Nabil dans Samouraïs de Giordano Gederlini en 2002, et d'un patient dans Rire et Châtiment d'Isabelle Doval en 2003.
À la télé il est l'un des candidats people de l'émission de télé-réalité Première Compagnie au printemps 2005  sur TF1 et participe à un épisode de Fort Boyard sur France 2 en été 2006.
En 2008 et 2012, il commente des compétitions de taekwondo aux Jeux olympiques de Pékin et de Londres sur France Télévisions aux côtés d'Arnaud Romera.
Il joue aussi dans le clip de Jim K Ressource Taka Danser en 2009.
En 2016, il joue dans le clip de Amir J'ai cherché.

## Filmographie
- 2001 : Y2 de Nicolas Douste et Thierry Espasa : le boss final
- 2002 : Samouraïs de Giordano Gederlini : Nabil
- 2003 : Rire et Châtiment d'Isabelle Doval : le patient sportif
- 2003 : Dock 13 de Fred Demont : lui-même (1 épisode)
- 2006 : SOS 18 de Bruno Garcia : Jean-Paul (1 épisode)

## Vidéographie
- Champions de France - Pascal Gentil, série Champions de France, film-portrait raconté par Nelson Monfort, co-réalisé par Pascal Blanchard et Rachid Bouchareb 2016, 2 minutes [voir en ligne]

## Distinctions

### Décorations
- 1993 : médaille de la Défense nationale, échelon bronze, agrafe "Transmissions" ;
- 2000 :  Chevalier de l'ordre national du Mérite[9] ;
- 2004 :  Officier de l'ordre national du Mérite[10]
- 2024 : Gloire du sport[11].